# 穆達偉
穆達偉（英語：David Missal；1993年—），德國中國研究者、記者。
高中畢業後申請德國學術交流總署在海外交流，最後獲派到南京市一所高中任教德語一年。其後為深入對比中德兩國政治體系，入讀柏林自由大學主修中國研究，畢業後再取得獎學金前往清華大學修讀新聞學碩士，期間因為拍攝維權律師紀錄短片《藺律師》，被拒續發留學簽證。目前就讀於香港大學新聞和媒體研究中心。

## 外部連結
- 穆達偉Twitter賬號 （页面存档备份，存于）